# جیماگوئه
جیماگوئه (به اسپانیایی: Jimaguayú) یک منطقهٔ مسکونی در کوبا است که در استان کاماگوئی واقع شده‌است. جیماگوئه ۷۹۹ کیلومتر مربع مساحت و ۲۱٬۱۶۹ نفر جمعیت دارد و ۱۱۰ متر بالاتر از سطح دریا واقع شده‌است.